# ナショナルインスツルメンツ
ナショナルインスツルメンツまたはNI (NASDAQ: NATI)は、アメリカ合衆国オースティンに本社を置く計測器・制御のメーカーである。 自動テスト制御器やLabVIEW等のプログラミング言語を提供する事で知られている。一般的に知られているものでは、DAQと呼ばれるデータ集録、計測器やモーターの制御、そしてマシンビジョンなどがある。LabVIEW を使用してグラフィカルに研究や開発を進めていくことが出来るGSD（グラフィカルシステム開発）をモットーに活動している。
2021年では、91の国で合計30,000以上の企業や団体にNIの製品を売り、売上は14億ドル以上になった。

## 沿革
- 2023年4月12日 - エマソン・エレクトリックに買収される[1]。

## 製品群
- LabVIEW
- LabWindows/CVI
- Mechatronics
- PXI